# Винсънт Скиавели
Винсънт Ендрю Скиавели (на английски: Vincent Schiavelli) (10 ноември 1948 - 26 декември 2005) е американски актьор, известен като изпълнител на характерни роли. Често го наричат „човекът с тъжните очи“. 

## Биография
Роден е на 10 ноември 1948 година в Бруклин в град Ню Йорк. Семейството му е от сициалиански произход. Младият Скиавели изучава актьорско майсторство по театралната програма в Нюйоркския университет и започва да работи на сцената през 60-те години. Първата крачка в киноизкуството прави с продукцията на Милош Форман от 1971 година Taking Off, където играе ролята на консултант, който препоръчва на родителите на трудно контролируеми тийнейджъри да започнат да пушат марихуана, за да разберат по-добре преживяванията на своите деца. Неговият апетит и характерно сковано излъчване му спечелват редица поддържащи роли, главно в продукции на Форман. Скиавели работи с този режисьор в Полет над кукувиче гнездо, Амадеус и Човек на Луната. Първото му възложение в телевизията идва през 1972 година, когато играе ролята на Питър Панама в The Corner Bar. Има епизодични роли в Бъфи, убийцата на вампири и Такси. Освен това се появява в един от епизодите на Стар Трек: Следващото поколение.

## Избрана филмография
| година | филм                      | оригинално заглавие             | роля             | режисьор        |
| ------ | ------------------------- | ------------------------------- | ---------------- | --------------- |
| 1974   | Великият Гетсби           | The Great Gatsby                | Тънкият човек    | Джак Клейтън    |
| 1975   | Полет над кукувиче гнездо | One Flew Over the Cuckoo's Nest | Фредериксон      | Милош Форман    |
| 1984   | Амадеус                   | Amadeus                         | лакей на Салиери | Милош Форман    |
| 1996   | Народът срещу Лари Флинт  | The People vs. Larry Flynt      | Честър           | Милош Форман    |
| 1997   | Винаги ще има утре        | Tomorrow Never Dies             | д-р Кауфман      | Роджер Спотисуд |
| 1999   | Човек на луната           | Man on the Moon                 | Мейнард Смит     | Милош Форман    |